# مژک‌داران
مُژَکداران (Ciliates یا Ciliophora) جاندارانی از یوکاریوت‌ها از فرمانرو حبابچه‌داران رنگی هستند (که در گذشته در آغازیان طبقه‌بندی بندی می‌شد).
مژکداران در همه آب‌های طبیعی همچون اقیانوس‌ها، دریاچه‌ها و تالاب‌ها یافت می‌شوند.
مژک‌داران تک‌یاختگان بزرگی هستند که درازای آن‌ها گاه به ۲ میلیمتر می‌رسد. ساختار بدن آن‌ها جزء پیچیده‌ترین‌ها است.
نام آن‌ها به خاطر وجود مُژک‌ها یعنی موی‌های ریز در آن‌ها است. مژک‌ها ساختاری همانند با تاژک‌ها دارند ولی از آن‌ها کوتاه‌تر هستند و در انبوه‌های پرشمارتر گرد می‌آیند.
مژکداران دارای نوار مژه‌ای در سطح سلولند. هسته آن‌ها دوریختی است، یعنی دارای دو نوع هسته هستند که یکی بزرگ‌هسته(ماکرونوکلئوس) و دیگری ریزهسته(میکرونوکلئوس) نامیده می‌شود.
1.میکرونوکلئوس (ریزهسته)
نقش اصلی: ذخیره و انتقال اطلاعات ژنتیکی
حاوی ژنوم کامل دیپلوئیدی است (مانند هسته سلول‌های معمولی).
عملکرد ژنتیکی و وراثتی دارد، یعنی اطلاعات ژنتیکی را به نسل بعد منتقل می‌کند.
در تنظیم بیان ژن در سلول نقش کمی دارد و بیشتر هنگام تولیدمثل جنسی (کانجوگاسیون) فعال می‌شود.
در مژک‌داران معمولاً غیرفعال است مگر در شرایط خاص مثل تبادل ژنتیکی.
2. ماکرونوکلئوس (هسته بزرگ)
نقش اصلی: کنترل فعالیت‌های سلولی روزمره
چندپلوئیدی است (حاوی نسخه‌های زیادی از DNA که برای عملکرد سلول موردنیاز هستند).
از DNA پردازش‌شده و بازآرایی‌شده ساخته شده و فاقد بسیاری از توالی‌های غیرضروری است.
مسئول رونویسی و تنظیم بیان ژن‌ها برای فرآیندهای فیزیولوژیکی روزمره مثل متابولیسم، حرکت و تغذیه است.
در تولیدمثل جنسی شرکت نمی‌کند و هنگام کانجوگاسیون تخریب و دوباره از میکرونوکلئوس ساخته می‌شود.
```
فرآیند تولیدمثل جنسی در مژک‌داران و نقش هسته‌ها:
```

تولید مثل مژک‌داران عموماً از نوع غیر جنسی است، نوع جنسی بیشتر از نوع الحاقی است.
یکی از جالب‌ترین ویژگی‌های مژک‌داران تولیدمثل جنسی غیرمعمول آنها از طریق کانجوگاسیون (Conjugation) است:
مراحل کلی کانجوگاسیون:
1.دو مژک‌دار به هم متصل می‌شوند و پل سیتوپلاسمی بینشان ایجاد می‌شود.
2.میکرونوکلئوس تقسیم می‌شود و برخی از این هسته‌های جدید با هم تبادل می‌شوند.
3.DNA جدید ترکیب شده و میکرونوکلئوس جدیدی تشکیل می‌شود.
4.ماکرونوکلئوس قدیمی تخریب می‌شود و از میکرونوکلئوس جدید ساخته می‌شود.
بعد از کانجوگاسیون، مژک‌داران یک میکرونوکلئوس جدید دارند که ترکیبی از مواد ژنتیکی دو والد است.
این میکرونوکلئوس جدید چندین بار تقسیم می‌شود تا چندین نسخه ایجاد کند.
بخشی از این هسته‌ها به ماکرونوکلئوس تبدیل می‌شوند، اما نه به‌صورت مستقیم! بلکه مراحل زیر اتفاق می‌افتد:
1.تکثیر DNA → DNA چندین برابر کپی می‌شود.
2.بازآرایی ژنی → بخش‌های غیرضروری حذف و بخش‌های مهم حفظ می‌شوند.
3.تخریب بخش‌های غیرضروری → قطعات خاصی از DNA که در تنظیمات سلولی نیاز نیستند، حذف می‌شوند.
4.رشد ماکرونوکلئوس جدید → ساختارهای سلولی مخصوص این هسته تشکیل می‌شوند.
5.تجزیه ماکرونوکلئوس قدیمی → وقتی ماکرونوکلئوس جدید کاملاً رشد کرد، هسته قدیمی تجزیه می‌شود و از بین می‌رود.
نتیجه: ماکرونوکلئوس جدید ساخته می‌شود که فقط شامل ژن‌های ضروری برای کنترل سلول است و آماده تنظیم فعالیت‌های متابولیکی سلول می‌شود.
نتیجه: این فرآیند باعث تنوع ژنتیکی می‌شود، چون اطلاعات ژنتیکی دو مژک‌دار مختلف ترکیب می‌شود.
تولیدمثل غیرجنسی در مژک‌داران

مژک‌داران معمولاً به روش غیرجنسی و از طریق شکافت دوتایی (Binary Fission) تکثیر می‌شوند.
مراحل شکافت دوتایی در مژک‌داران:
1.ماکرونوکلئوس کشیده می‌شود و به تدریج تقسیم می‌شود.
2.میکرونوکلئوس با میتوز تقسیم می‌شود (چون نقش ژنتیکی دارد).
3.سلول به دو نیم تقسیم می‌شود و هر نیمه یک ماکرونوکلئوس و یک میکرونوکلئوس دریافت می‌کند.
4.دو سلول دختر تشکیل می‌شود که هر دو ژنتیکی مشابه سلول مادر هستند.
نتیجه: این فرآیند سریع، کارآمد و روش اصلی تکثیر مژک‌داران در شرایط مناسب محیطی است.
نوار مژه‌ای در مژک‌داران – ساختمان، نام و نقش آن
نام علمی: کینتیدیوم (Kinetidium) یا کینتیه (Kinety)
تشکیل‌شده از: رشته‌هایی از مژک‌ها که در سطح سلول مژک‌داران به‌صورت موازی کنار هم قرار گرفته‌اند.
ساختمان نوار مژه‌ای
نوار مژه‌ای از چند بخش اصلی تشکیل شده:
1.مژک‌ها (Cilia): زائده‌های مو‌مانند که از سطح سلول بیرون زده‌اند.
2.بازل‌بادی (Basal Body) یا کینتوزوم (Kinetosome): ساختار پایه‌ای که در داخل سلول قرار دارد و مژک‌ها را کنترل می‌کند.
3.میکروتوبول‌ها: فیبرهای پروتئینی که ساختار مژک را حفظ کرده و به حرکت کمک می‌کنند.
4.فیبرهای زیر غشایی: شبکه‌ای از پروتئین‌ها که نوار مژه‌ای را در جای خود تثبیت می‌کنند.
نقش نوار مژه‌ای در مژک‌داران:

1.حرکت سلولی
مژک‌ها به‌طور هماهنگ تکان می‌خورند و باعث حرکت رو به جلو یا عقب مژک‌دار می‌شوند.
حرکت مژک‌ها معمولاً در یک جهت خاص و موجی شکل انجام می‌شود، شبیه به پارو زدن.
بسته به نوع آرایش نوار مژه‌ای، سلول می‌تواند در آب چرخش کند یا مستقیم حرکت کند.
2.ایجاد جریان آب و تغذیه
مژک‌ها آب و ذرات غذایی را به سمت دهان سلولی (سیتوستوم) هدایت می‌کنند.
این جریان آب باعث ورود غذا (مثل باکتری‌ها و ذرات آلی) به سلول می‌شود.
3.چسبیدن به سطوح و احساس محیط
برخی مژک‌داران از نوار مژه‌ای برای چسبیدن موقت به بستر استفاده می‌کنند.
مژک‌ها همچنین به تغییرات محیطی مثل جریان آب یا حضور طعمه واکنش نشان می‌دهند.
4.تولیدمثل و تقسیم سلولی
هنگام شکافت دوتایی، نوار مژه‌ای بازسازی شده و بین دو سلول جدید تقسیم می‌شود.
هماهنگی در حرکت نوار مژه‌ای!
مژک‌ها حرکتشان را به‌صورت هماهنگ با یکدیگر انجام می‌دهند، مشابه حرکت موجی در گندم‌زار یا حرکت تماشاگران در استادیوم (Wave Motion).
این حرکت موجی شکل باعث می‌شود که مژک‌داران در محیط آبی با کمترین مقاومت ممکن حرکت کنند.
نتیجه: نوار مژه‌ای مثل موتور محرک مژک‌داران است که علاوه بر حرکت، در تغذیه و حس محیط هم نقش دارد!
1. تفاوت ساختاری و عملکردی در سطح ژنومی
ماکرونوکلئوس در طی رشد خود، قطعات خاصی از DNA را حذف می‌کند و فقط ژن‌های موردنیاز برای متابولیسم و عملکرد سلولی را حفظ می‌کند.
این فرایند شبیه RNA اسپلیسینگ است، اما در سطح DNA انجام می‌شود که در یوکاریوت‌های دیگر دیده نمی‌شود.
2. هوش تکاملی – چرا دو نوع هسته وجود دارد؟
داشتن دو نوع هسته به مژک‌داران انعطاف‌پذیری بالایی در تنظیم بیان ژن و حفظ اطلاعات ژنتیکی می‌دهد:
ماکرونوکلئوس باعث می‌شود که مژک‌داران سریع رشد کنند و تکثیر شوند، بدون اینکه درگیر بازتولید ژنتیکی پیچیده شوند.
میکرونوکلئوس باعث می‌شود که اطلاعات ژنتیکی ثابت بماند و در زمان نیاز بازسازی شود.
3. مقایسه با سلول‌های بدن انسان
شباهت جالب این ساختار با سلول‌های بدن انسان در این است که:
ماکرونوکلئوس مانند سلول‌های تمایزیافته بدن انسان است که فقط ژن‌های لازم برای عملکرد خاصشان را بیان می‌کنند.
میکرونوکلئوس مانند سلول‌های بنیادی است که تمام اطلاعات ژنتیکی را حفظ می‌کند.
نتیجه‌گیری: چرا مژک‌داران خاص هستند؟
داشتن دو نوع هسته یکی از پیچیده‌ترین سیستم‌های تنظیم ژنتیکی در تک‌یاخته‌هاست.
این سیستم باعث می‌شود که مژک‌داران هم ثبات ژنتیکی داشته باشند و هم بتوانند سریع خود را با محیط سازگار کنند.
شباهت عملکردی این هسته‌ها به سلول‌های تمایزیافته و بنیادی در انسان نشان‌دهنده یک استراتژی هوشمندانه تکاملی است.
در یک جمله: مژک‌داران در دنیای تک‌یاخته‌ها، مانند انسان‌ها در دنیای موجودات چندسلولی هستند
معرفی معروف ترین مژک داران

پارامسی از معروفترین مژک‌داران است. همچنین در آبهای شیرین(همانند برکه ها،تالاب ها،رودخانه های کم جریان) به وفور یافت می شود از کاربرد های آن میتوان به کنترل جمعیت باکتری ها(زیرا باکتری خوار است) و شاخص آلودگی آب اشاره کرد. ورتیسلا یا مرتیسل از معمول‌ترین مژک‌داران ساقه‌دار است که در آب‌های شیرین به وفور یافت می‌شوند. بدنه یا زوئید جانور معمولاً زنگوله‌ای‌شکل است و در ساقه قابل انقباض آن یک رشته محوری اسپاسمونم متشکل از دسته‌ای میونم جای دارد. همچنین این مژک دار به روش جوانه زنی تکثیر میشود.
بالانتیدیوم کولی (Balantidium coli) – تنها مژک‌دار بیماری‌زا است می‌تواند کیست تشکیل دهد و در شرایط سخت زنده بماند همچنین باعث بیماری بالانتیدیازیس (اسهال خونی شدید) می‌شود.
تتیراهایمنیا (Tetrahymena) – مژک‌دار مدل در پژوهش‌های زیستی،از کاربرد های آنمیتوان به مطالعه روی پیری سلولی
بررسی بیولوژی مولکولی و تنظیم ژن‌ها اشاره کرد.
استنتور (Stentor) – مژک‌دار قیفی شکل، از جالب ترین و مهم ترین ویژگی های آن میتوان به یکی از بزرگ‌ترین مژک‌داران (تا ۲ میلی‌متر)شکل بدن شبیه شیپور یا قیف،دارای رنگدانه‌های آبی و سبز،می‌تواند بدنش را جمع و باز کند. در آبهای شیرین و گیاهان آبی وجود دارد، نقش زیستی آن تصفیه آب با تغذیه از ذرات معلق است.

ساختمان یک مژک‌دار.